# Lakewood (Zamboanga del Sur)
Lakewood ist eine philippinische Stadtgemeinde in der Provinz Zamboanga del Sur auf der Insel Mindanao. Sie hat 20.374 Einwohner (Zensus 1. August 2015), die in 14 Barangays leben.
Lakewood wurde nach dem Wood-See (englisch Lake Wood) benannt, der im südwestlichen Gemeindegebiet liegt und durch den im See betriebenen Fischfang und den sich entwickelten Tourismus eine wichtige Einkommensquelle für die lokale Bevölkerung darstellt. Die Gemeinde liegt ca. 42 km westlich von der Provinzhauptstadt Pagadian City, nördlich des Naturschutzgebietes Mount Timolan Protected Landscape und ist über den Maharlika Highway erreichbar.

## Baranggays
| - Bagong Kahayag - Baking - Biswangan - Bululawan - Dagum - Gasa - Gatub | - Lukuan - Matalang - Poblacion (Lakewood) - Sapang Pinoles - Sebuguey - Tiwales - Tubod |